# Os Azeitonas
Os Azeitonas è un gruppo musicale portoghese fondato nel 2002 a Porto da Marlon (Mário Brandão), Nena (Luísa Barbosa), Salsa (João Salcedo) e Miguel A.J. (Miguel Araújo).

## Storia
Nato come uno scherzo fra amici, il progetto Os Azeitonas è ispirato alla musica di Rui Veloso. Nel 2005 è uscito l'album di debutto su etichetta discografica Maria Records Um tanto ou quanto atarantado, seguito due anni dopo da Rádio Alegria, distribuito insieme all'omonimo libro.
Nel 2011 è uscito in edizione CD+DVD l'album dal vivo Salão América - Em boa companhia eu vou, che è diventato il primo ingresso del gruppo nella classifica portoghese, dove ha raggiunto la 2ª posizione. Raggiungeranno la vetta della classifica quattro anni dopo con il loro successivo album live, Serviço ocasional - Ao vivo no Coliseu do Porto. Il complesso ha ottenuto una candidatura al miglior artista portoghese agli MTV Europe Music Awards 2012.
Alla fine del 2016 è stato annunciato che Miguel A.J. avrebbe presto lasciato il complesso per dedicarsi alla sua carriera da solista. Il suo ultimo concerto come membro della band si è svolto il 1º gennaio 2017.
Os Azeitonas sono stati confermati fra i venti artisti partecipanti al Festival da Canção 2022, rassegna musicale che selezionerà il rappresentante portoghese all'Eurovision Song Contest, con il brano Solta a voz e canta.

## Formazione
Attuale
- Marlon (Mário Brandão)
- Nena (Luísa Barbosa)
- Salsa (João Salcedo)

Membri precedenti
- Miguel A.J. (Miguel Araújo)
- Bárbara Cáius
- Daniela Maia

## Discografia

### Album in studio
- 2005 – Um tanto ou quanto atarantado
- 2007 – Rádio Alegria
- 2013 – AZ
- 2018 – Banda sonora

### Album live
- 2011 – Salão América - Em boa companhia eu vou
- 2015 – Serviço ocasional - Ao vivo no Coliseu do Porto

### Singoli
- 2006 – Sílvia Alberto
- 2006 – Queixa ao Pai Natal
- 2007 – Queixa a Cupido
- 2013 – Ray-dee-oh
- 2014 – Nos desenhos animados (musica acaba mal)
- 2016 – Cinegirasol
- 2017 – Fundo da garrafa
- 2017 – Não há direito
- 2017 – Natal de verdade
- 2018 – Efeito do observador
- 2021 – Guitarrista do liceu
- 2022 – Solta a voz e canta